# Kendal (Sekaran)
Kendal is een bestuurslaag in het regentschap Lamongan van de provincie Oost-Java, Indonesië. Kendal telt 1240 inwoners (volkstelling 2010).